# Miguel Tejada
Pour les articles homonymes, voir Tejada (homonymie).
Miguel Odalis Tejada (né le 25 mai 1974 à Baní en République dominicaine) est un joueur de baseball professionnel. Il joue 16 saisons dans la Ligue majeure de baseball de 1997 à 2013.
Tejeda a été élu joueur par excellence de la saison 2002 dans la Ligue américaine. Il a été invité au match des étoiles à six reprises et a gagné deux Bâtons d'argent consécutifs comme meilleur joueur d'arrêt-court offensif de l'Américaine.

## Carrière en Ligue majeure

### Athletics d'Oakland
Tejada a fait ses débuts avec les Athletics d'Oakland en 1997. Il n'a frappé qu'avec une moyenne de 0,202 en 26 matchs à la fin de la saison, mais est revenu en 1998 comme arrêt-court régulier. Tejada n'a frappé que 0,233 avec 11 circuits en 1998, mais en 1999 il a frappé 21 circuits, la première des 9 saisons d'affilée où il frappera au moins 20 circuits (de 1999 à 2006). En 2000, les Athletics remportent la division ouest de la Ligue américaine, grâce surtout à Jason Giambi qui a remporté le meilleur joueur des ligues majeures, mais aussi grâce à Tejada qui a frappé 0,275 avec 30 circuits et 115 points produits. Tejada a frappé 0,267 avec 31 circuits en 2001 et les Athletics ont gagné 102 parties, et ont fini étonnamment second dans la division ouest parce que les Mariners de Seattle avaient gagné 116 parties, le record de la Ligue américaine. En 2002 il a frappé 0,308 avec 31 circuits, 131 points produits et 108 points comptés. Il fut élu le meilleur joueur des ligues majeures, la seconde fois en 3 saisons que le prix fut remporté par un joueur des Athletics. En 2003 il a encore produit 100 points, mais a été transféré aux Orioles de Baltimore après la fin de la saison.

### Orioles de Baltimore

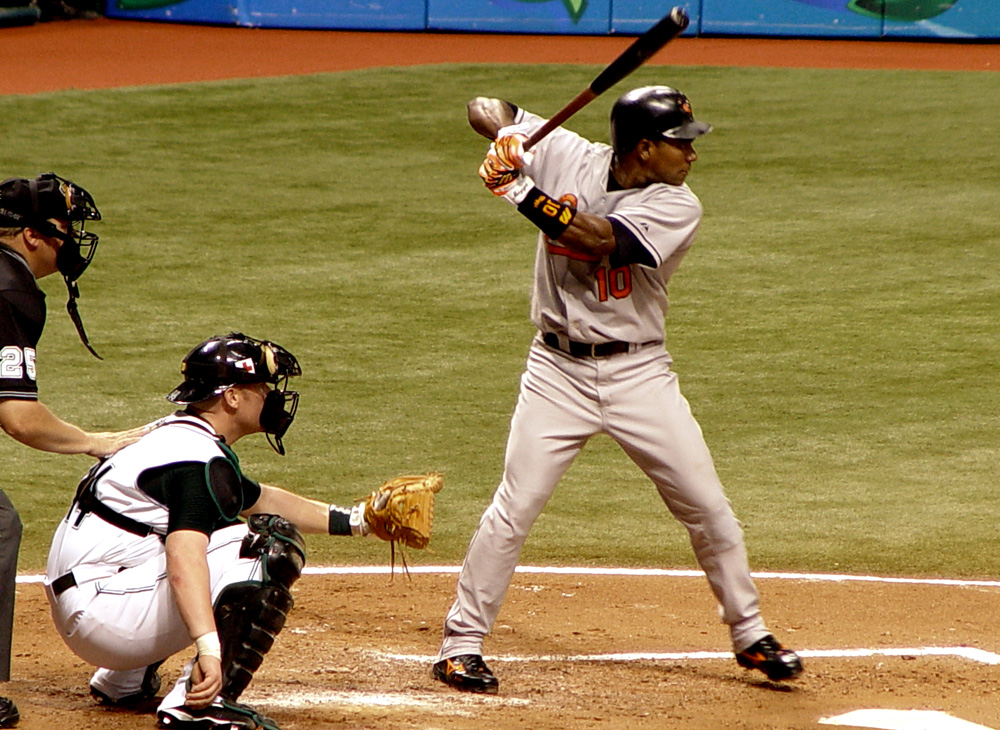
Tejada au bâton pour Baltimore en 2006.

Avec les Orioles de Baltimore, une équipe de la division est qui a été remportée 8 fois d'affilée par les Yankees de New York, Tejada a amélioré sa moyenne au bâton. Depuis 2004, Tejada a frappé une moyenne au-dessus de 0,300 4 fois d'affilée, la plus basse étant 0,304 en 2005. En 2004, sa première saison avec les Orioles, Tejada a frappé une moyenne de 0,311 avec 150 points produits et 104 points comptés. 150 points produits est le meilleur total de la Ligue américaine depuis que Manny Ramírez a produit 165 points en 1999. En 2006 il a produit 100 points, a marqué 99 points et pour la 6e saison d'affilée, a joué tous les 162 matchs disputés par son équipe.

### Nombre de parties consécutives
Entre le 2 juin 2000 et le 21 juin 2007 Tejada a disputé tous les matchs au calendrier de son équipe. 1152 matchs consécutifs représente le 5e meilleur total de l'histoire des Ligues majeures, le meilleur total étant 2632 par Cal Ripken. Comme Tejada, Ripken était un arrêt-court avec les Orioles. Le 21 juin Tejada a été frappé par la balle et n'a pas pu jouer le 22.

### Astros de Houston
Tejada est transféré chez les Astros de Houston le 12 décembre 2007 à l'occasion d'un échange contre Mike Costanzo, Matt Albers, Troy Patton, Dennis Sarfate et Luke Scott. Il joue deux saisons sous les couleurs des Astros, retrouvant son statut de joueur étoile en 2008 et 2009.

### Orioles de Baltimore
Devenu agent libre à l'issue de la saison 2009, Tejeda retourne chez les Orioles avec lesquels il s'engage pour une saison le 23 janvier 2010 contre 6 millions de dollars.

### Padres de San Diego
Le 29 juillet 2010, Tejada est échangé aux Padres de San Diego en retour du lanceur des ligues mineures Wynn Pelzer.
Il devient agent libre après la saison.

### Giants de San Francisco
Le 2 décembre 2010, Tejada rejoint les Giants de San Francisco, avec qui il signe un contrat de 6,5 millions de dollars pour une saison.
Tejada obtient moins de temps de jeu que prévu en 2011. Il commence l'année au troisième but pendant que Pablo Sandoval est sur la liste des joueurs blessés, mais est peu à peu remplacé par d'autres joueurs à la position d'arrêt-court. Il n'a qu'une moyenne au bâton de ,239 lorsqu'il est libéré par les Giants le 31 août.

### Retour avorté à Baltimore
Agent libre au début de la saison 2012, Tejada signe un contrat avec les Orioles de Baltimore le 8 mai. Assigné à un club-école, il est libéré, à sa demande, par les Orioles en juin.

### Royals de Kansas City

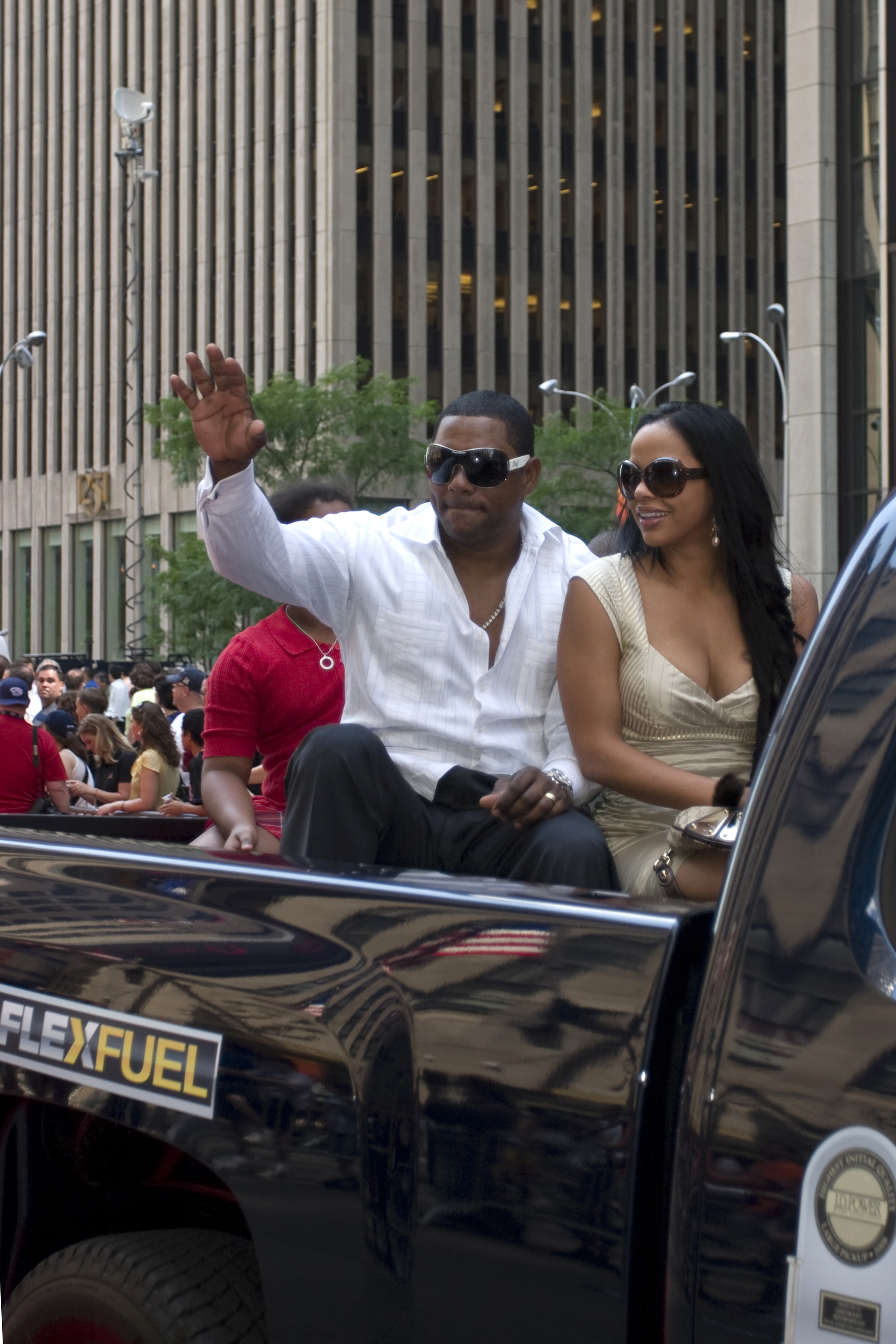
Miguel Tejada défile au match des étoiles de 2008 à New York.

Tejada ne joue aucun match au niveau majeur en 2012. Le 31 décembre, il tente un retour au jeu alors qu'il accepte un contrat des ligues mineures avec les Royals de Kansas City. Il joue 53 parties avant d'être suspendu pour dopage. Sa moyenne au bâton pour Kansas City s'élève à ,288 avec 3 circuits et 20 points produits.

### Marlins de Miami
Le 19 mai 2014, Tejada signe un contrat des ligues mineures avec les Marlins de Miami, bien qu'il soit toujours suspendu par la ligue. Il sera disponible pour jouer avec Miami le 10 juin 2014.

## Allégations de dopage
Interrogé par le Congrès américain en 2005 sur les soupçons de dopage qui pèsent sur lui, Miguel Tejada nie tout usage de stéroïdes. Il fut incriminé par Rafael Palmeiro, qui après avoir été suspendu pour usage de stéroïdes, affirma qu'une vitamine lui ayant été offerte par Tejada aurait pu être une substance dopante qu'il aurait prise à son insu. 
En 2007, le rapport Mitchell sur le dopage dans les Ligues majeures de baseball soutient que Tejada aurait reçu pour 1 500 dollars de stéroïdes.
En février 2009, Tejada plaide coupable à une accusation de parjure et admet avoir acheté pour 6 300 dollars ce qu'il croyait être des hormones de croissance alors qu'il évoluait pour Oakland. Le joueur affirme s'être débarrassé du produit sans en faire usage, une affirmation qui, de l'aveu même des procureurs, ne peut être démentie avec certitude. Faisant face à un an de prison et à la déportation vers sa République dominicaine natale, Tejada est condamné en mars 2009 à une année de probation et à 100 heures de travaux communautaires.

### Suspension en 2013
Le 17 août 2013, Tejada, qui joue pour les Royals de Kansas City mais est sur la liste des joueurs blessés, est suspendu pour 105 parties par le baseball majeur pour avoir enfreint la politique antidopage. Des traces d'Adderall sont découvertes par un test de dépistage. Bien que Tejada ait la permission de la ligue pour utiliser ce médicament afin de traiter un trouble du déficit de l'attention, cette permission avait expirée en avril 2013 et n'avait pas été renouvelée par le principal intéressé.

## Palmarès
- Joueur par excellence de la Ligue américaine en 2002
- Gagnant du Bâton d'argent comme meilleur arrêt-court offensif en 2004 et 2005.
- Sélectionné six fois au Match des étoiles de la Ligue majeure de baseball : 2002, 2004, 2005, 2006, 2008, 2009.
- Meilleur joueur du match des étoiles: 2005